# День культури

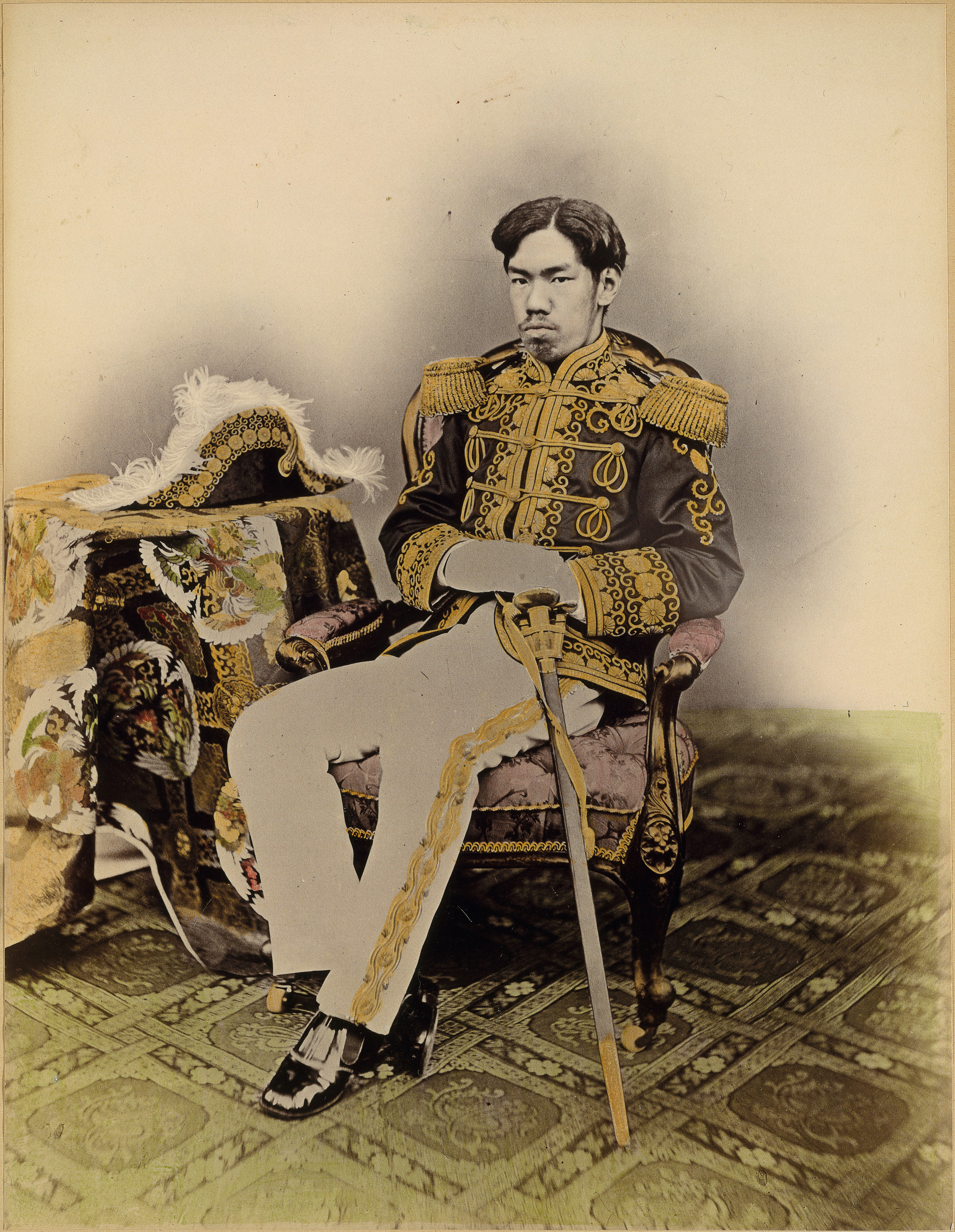
День культури є відгомоном свята часів Японської Імперії — дня народження Імператора Мейдзі

День культури (яп. 文化の日, ぶんかのひ, бунка-но хі) — національне японське свято, яке відмічається щорічно 3 листопада як день сприяння культурі, свободі і миру.

## Короткі відомості
Святкування Дня культури було затверджено в 1948 Законом про національні свята Японії. Згідно з цим Законом, мета Дня полягає у «любові до свободи і миру, розвитку культури».
До поразки Японії у Другій світовій війні 3 листопада офіційно святкувався як день народження Імператора Мейдзі. З 1868 року свято називалося Тентьо-сецу (天長節), а з 1927 року — Мейдзі-сецу (明治節). У повоєнний період прямий зв'язок цього свята з Днем культури заперечується японськими урядовцями.
Щорічно на День культури в Токійському Імператорському палаці відбувається церемонія вручення орденів культури визначним діячам науки і освіти, а також проходять святкові заходи організовані Агенцією Культури при Міністерстві освіти, науки та спорту Японії. Для більшості музеїв і культурних установ День культури є «днем відкритих дверей».
День культури відомий як «особливо ясний день», через високу ймовірність ясної безхмарної погоди.